# Tracteur d'artillerie
 (juillet 2025).
Si vous disposez d'ouvrages ou d'articles de référence ou si vous connaissez des sites web de qualité traitant du thème abordé ici, merci de compléter l'article en donnant les références utiles à sa vérifiabilité et en les liant à la section « Notes et références ».
Pour les articles homonymes, voir Tracteur.

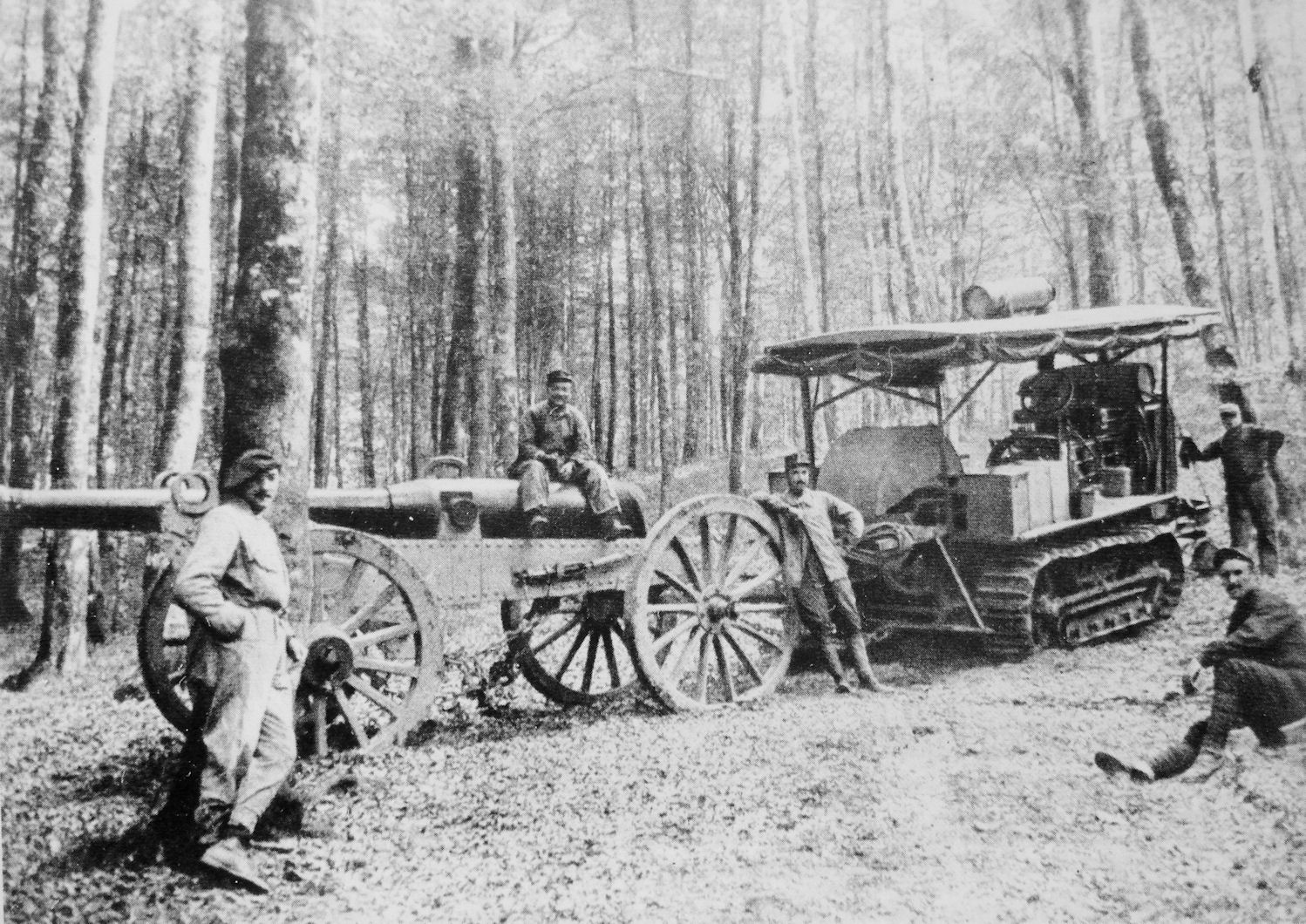
Tracteur d'artillerie Holt utilisé dans l'armée française en 1914-1915 (ici dans les Vosges au printemps 1915).

Un tracteur d'artillerie est un véhicule destiné à convoyer des canons ou de la munition d'artillerie. 

## Historique
Les premiers tracteurs d'artillerie ont été fabriqués avant la Première Guerre mondiale, souvent à partir de véhicules agricoles,. Ils n'ont que très progressivement remplacé les chevaux, encore en nombre très important durant la Seconde Guerre mondiale.

## Description
Leur rôle a beaucoup diminué sur le champ de bataille moderne, où la plupart des pièces d'artillerie sont aujourd'hui automotrices. En revanche ce terme est utilisé également pour les transporteurs de munitions spécifiquement pour l'artillerie ou les chars, comme le M548, progressivement remplacé par sa version blindée le M992.

## Liste de tracteurs d'artillerie

### Allemagne
- SdKfz 6
- SdKfz 7
- SdKfz 10
- SdKfz 11
- Raupenschlepper Ost

### Italie
- Breda TP 32
- Fiat SPA TL 37
- Fiat 727

### Grande-Bretagne
- Morris C8

### France

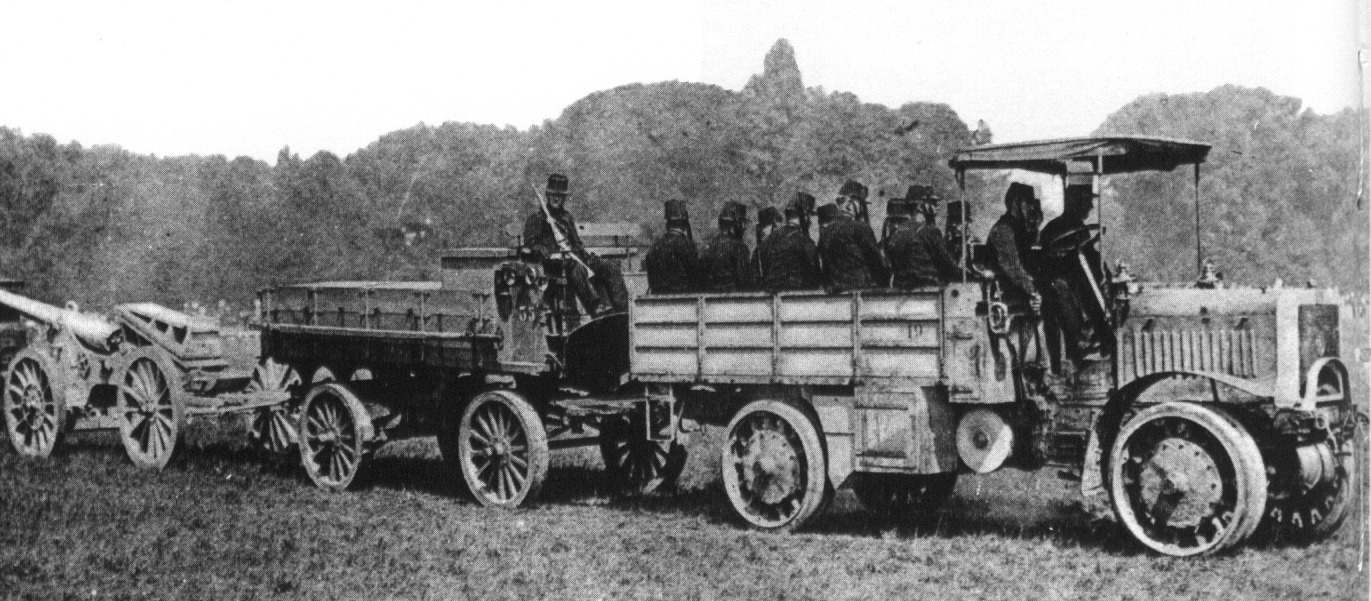
Un Châtillon-Panhard tractant une remorque et un canon de 120 de Bange.

- Châtillon-Panhard
- Citroën-Kégresse P14 (it)
- Citroën-Kégresse P17
- Laffly V10M (it)
- Laffly S15T
- Laffly/Licorne V15T
- Laffly/Hotchkiss/Citroën W15T
- Laffly S25T (it)
- Laffly S35T (de)
- Latil M2 TZ (it)
- Latil M7 T1/Z1 (it)
- Latil TAR
- Latil TAR H2
- Latil TL/KTL
- Renault EG
- Somua MCG
- Somua MCL (it)
- Schneider CD
- Citroën/Unic P107 BU
- Unic TU1

### Russie et URSS
- T-20 Komsomolets
- Komintern (tracteur) (de)
- Voroshilovets (de)

### États-Unis
- M548
- M5 Tractor
- M992

### Espagne
- M992
- URO VAMTAC SK95